# Ekaterina Vasil'evna Gel'cer
Ekaterina Vasil'evna Gel'cer (in russo Екатерина Васильевна Гельцер?; Mosca, 2 novembre 1876 – Mosca, 12 dicembre 1962) è stata una ballerina russa e sovietica.

## Biografia
Figlia d'arte, suo padre era Vasilij Fëdorovič Gel'cer, ballerino ed insegnante del Teatro Bol'šoj. Studiò alla Scuola di balletto di Mosca sotto la guida di Ivan Nikitin e di José Mendes e, dopo aver ballato al Bol'šoj dal 1894 al 1896, si trasferì al Teatro Mariinskij di San Pietroburgo, dove prese parte alle coreografie di Marius Petipa. Dopo essersi perfezionata con Christian Johansson, nel 1898 fece ritorno al Bol'šoj, esibendosi nei ruoli principali dei balletti di Petipa come Thérèse in La halte de cavalerie e la principessa Aurora ne La bella addormentata.
Con l'arrivo di Aleksandr Alekseevič Gorskij al teatro moscovita, Gel'cer diede la massima espressione delle sue qualità: dotata di un certo virtuosismo tecnico che accompagnava alla fluidità del movimento, era anche un ottimo mimo, dimostrando di saper esprimere le emozioni e i sentimenti umani. Nelle coreografie di Gorskij, caratterizzate da effetti scenici, palcoscenici colorati e da una certa fedeltà alla trama, Gel'cer fu Odette-Odile ne Il lago dei cigni, Medora in Le Corsaire, Lise in La fille mal gardée, Kitri in Don Chisciotte, la fanciulla dello zar in Konëk-Gorbunov, la pastorella in Ljubov' bystra, Eunice in Eunice e Petronio, la protagonista in Rajmonda e il ruolo principale di Salammbô creato appositamente per lei. Negli anni '10 del Novecento si esibì frequentemente sia in patria che in Europa, come a Parigi nei Balletti russi di Sergej Pavlovič Djagilev, a Londra con il suo compagno Vasilij Tichomirov e negli Stati Uniti con Mikhail Mordkin.
Con l'avvento della rivoluzione russa, Gel'cer divenne una delle figure più prominenti nel veicolare le idee socialiste. Nel 1926 creò Esmeralda dell'omonimo balletto nella versione di Tichomirov, mentre l'anno successivo creò il personaggio dell'eroica ballerina cinese Tao-Hoa ne Il papavero rosso di Lev Aleksandrovič Laščilin e di Tichomirov. Nel 1925 divenne una delle prime ballerine a ricevere il premio di Artista del popolo della RSFSR e nel 1943 le fu conferito il Premio di Stato per i suoi servigi alla nazione.